# Nicola Lamaddalena
Nicola Lamaddalena (fl. XX secolo) è stato un politico italiano.

## Biografia
Di professione ingegnere, fu un esponente della Democrazia Cristiana a Bari, facente parte della corrente morotea. Più volte consigliere comunale nella sua città, fu sindaco di Bari dal 1976 al 1978.
Il 9 maggio 2019 è stato posizionato nella sala consiliare del palazzo di Città un suo ritratto realizzato dall'artista Vito Stramaglia.